# تيمززوا
هي قرية صغيرة تقع في التراب الإقليمي لإقليم أسا الزاك و بالضبط هي تنتمي للنفود الترابي لجماعة عوينة يغمان إقليم أسا الزاك جهة كلميم واد نون في الجنوب المغربي
هي إحدى المناطق النائية المتميزة بسلسلة جبلية متوسطة و هضاب عالية في كافة أرجاء المنطقة و مناخ معتدل في غالب الفصول إضافة إلى إرتفاع درجة الحرارة في الصيف و تشتهر هذه المنطقة بمنتوج الصبار كأهم نبتة في المنطقة كما تعد إحدى المناطق المناسبة لتربية النحل نظرا الإمكانات الطبيعية الهائلة و سهولة تأقلم جميع أصناف النحل بالمنطقة.